# تپه صخ رجب
تپه صخ رجب مربوط به دوران‌های تاریخی پس از اسلام است و در شهرستان بروجن، بخش مرکزی، روستای دهنو واقع شده و این اثر در تاریخ ۲۴ فروردین ۱۳۸۲ با شمارهٔ ثبت ۸۲۲۲ به‌عنوان یکی از آثار ملی ایران به ثبت رسیده است.